# Новое (городской округ Солнечногорск)
Новое — деревня в Московской области России. Входит в городской округ Солнечногорск.
Расположена на севере Московской области, в северной части городского округа Солнечногорск, примерно в 8 км к северу от центра города Солнечногорска, севернее Сенежского озера, в верховье реки Сестры. В деревне три улицы — Аллейная, Лесная и Санаторная, приписано пять садоводческих товариществ. Ближайшие населённые пункты — деревни Бедово, Сергеевка и Тимоново.

## Население
| 1852 | 1859 | 1890 | 1899 | 1926 | 1932 |
| ---- | ---- | ---- | ---- | ---- | ---- |
| 42   | ↗58  | ↗62  | ↗67  | ↗114 | ↗232 |
| 2002 | 2010 |      |      |      |      |
| ↘52  | ↗76  |      |      |      |      |

## История
В 1628 году сельцо Новое на реке Сестре было вотчиной Петра и Семёна Лихаревых и относилось к Лутосенскому стану Дмитровского уезда. В 1646 принадлежало Григорию Никитичу Орлову, а затем его сыну Фёдору Григорьевичу, который построил в сельце деревянную церковь во имя Покрова Пресвятой Богородицы с приделом Фёдора Стратилата, после чего сельцо стало называться по церкви селом Ново-Покровским.
В окладных книгах синодального Казённого Приказа за 1736 год указано: «церковь сгорела, а попа и помещика нет».
С 1801 по 1830-е годы на средства А. Н. Неклюдовой была выстроена кирпичная однокупольная двухколоколенная церковь Происхождения Честных Древ Креста Господня с Покровским и Никольским приделами в трапезной. Закрытая не позже 1930-х гг. была разобрана на кирпич в 1940-х годах.

Новое, село 1-го стана, Глазенап, Владимира Григорьев., Ген. Лейт., крестьян 22 души м. п., 20 ж., 4 двора, 66 верст от стол., 18 от уезднаго гор., близ С. П. Б. шоссе.— Нистрем К. Указатель селений и жителей уездов Московской губернии, 1852 г.
В «Списке населённых мест» 1862 года Покровское новое — владельческое село 1-го стана Клинского уезда Московской губернии по левую сторону Санкт-Петербурго-Московского тракта от города Клина на город Москву, в 17 верстах от уездного города и 9 верстах от становой квартиры, при канале, соединяющем Москву-реку с Волгой, с 7 дворами, православной церковью и 58 жителями (27 мужчин, 31 женщина), в селе располагалось волостное правление.
По данным на 1890 год — село Солнечногорской волости Клинского уезда с 62 душами населения, в 1899 году — село Вертлинской волости Клинского уезда, проживало 67 жителей.
В 1913 году — 9 дворов.
В 1924 году село становится центром Вертлинской волости.
По материалам Всесоюзной переписи населения 1926 года — село Сергеевского сельсовета Вертлинской волости Клинского уезда в 9,6 км от станции Подсолнечная Октябрьской железной дороги, проживало 114 жителей (48 мужчин, 66 женщин), насчитывалось 23 хозяйства, среди которых 13 крестьянских, располагался волостной исполнительный комитет, имелась школа, организован совхоз «Свердлово».
С 1929 года — населённый пункт в составе Солнечногорского района Московского округа Московской области. Постановлением ЦИК и СНК от 23 июля 1930 года округа как административно-территориальные единицы были ликвидированы.
С 1994 до 2006 гг. деревня входила в Вертлинский сельский округ Солнечногорского района.
С 2005 до 2019 гг. деревня включалась в Смирновское сельское поселение Солнечногорского муниципального района. Один из двенадцати волнистых клиньев, изображённых на гербе и флаге сельского поселения, символизирует деревню Новое, как входившую в число крупных населённых пунктов муниципального образования.
С 2019 года деревня входит в городской округ Солнечногорск, в рамках администрации которого относится с территориальному управлению Смирновское.